# 스와국

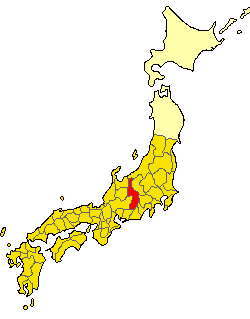
스와 국의 위 (721년)

스와노쿠니(일본어: 諏方国)는 일본의 옛 구니로, 현재의 나가노현 서부, 남부 대부분에 해당한다.
721년 음력 6월 26일에 시나노국에서 분리· 설치되었다. 731년 음력 3월 7일에 폐지되어 시나노 국에 다시 합쳐졌다.

## 같이 보기
- 스와호
- 스와시